# Memorial Stadium (Baltimore)
Pour les articles homonymes, voir Memorial Stadium.
Le Memorial Stadium était un stade de football américain et de baseball situé à Baltimore.

## Galerie

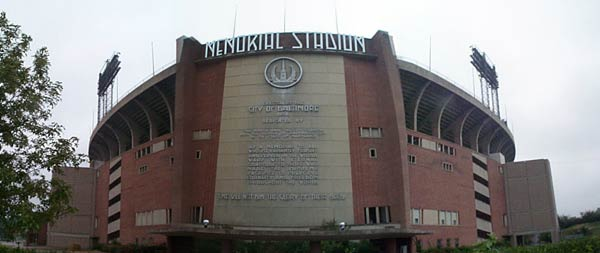